# Знак якості (телепередача)
Знак якості — незалежна телепрограма про якість продуктів та речей. За заявами авторського колективу програма «Знак якості» не співпрацювала з рекламодавцями, а була створена виключно в інтересах споживачів на кошти телеканалу «Інтер» за підтримки Держспоживстандарту. У кожному випуску об'єктом дослідження був інший продукт.
Програма існувала п'ять років (з 2007 року до грудня 2012 року). За словами ведучого Костянтина Грубича, вони лише один раз не пустили в ефір відзнятий випуск, яким була програма про горілку, деякі з виробників якої були спонсорами телеканалу.

## Рубрики
Програма містила експертні висновки спеціалістів Держспоживстандарту України (Державний комітет у справах технічного регулювання та споживацької політики виступав генеральним партнером програми і тестував продукти на базі власних лабораторій). Програма складалася з таких рубрик:
- «Сенсорний аналіз»;
- «Хімічна експертиза»;
- «Рейд на виробництво»;
- «Довідник споживача»;
- «Довіряй і перевіряй»;
- «Смачна порада»;
- «Народна дегустація».

У народній дегустації брали участь 50 людей, які не знали, під яким номером була прихована та чи інша марка. Якщо народному дегустаторові не подобався жоден із представлених зразків, він мав право не голосувати.

## Цитування
1. 1 2  «Iнтер» відмовився від «Знака якості», Валентина Олійник, Газета "День" (№219), 30 листопада 2012.